# Anastasia Msosa
Anastasia Msosa (née en 1950) est une juge en chef du Malawi.

## Biographie
Anastasia Msosa commence sa carrière en tant qu'avocate d'État en 1975 et travaille ensuite au Département de l'aide juridique en tant qu'avocate de l'aide juridique. En 1990, elle devient registraire général. En 1992, elle est nommée première femme juge malawite à la Haute Cour et, plus tard en 1997, à la Cour suprême d'appel. Elle est nommée juge en chef en 2013, devenant la première femme juge en chef du pays, succédant au juge en chef Lovemore Munlo après sa démission,.
Elle prend sa retraite en 2015 à l'âge de 65 ans. Elle a également été présidente de la Commission électorale du Malawi pour les premières élections parlementaires et présidentielles au Malawi de 1993 à 1998. Elle a été reconduite présidente de la Commission électorale du Malawi de 2004 à 2012.
Anastasia Msosa est mariée au comptable Anderson Msosa et a 7 enfants.